# Placówka Straży Granicznej I linii „Radomyśl”

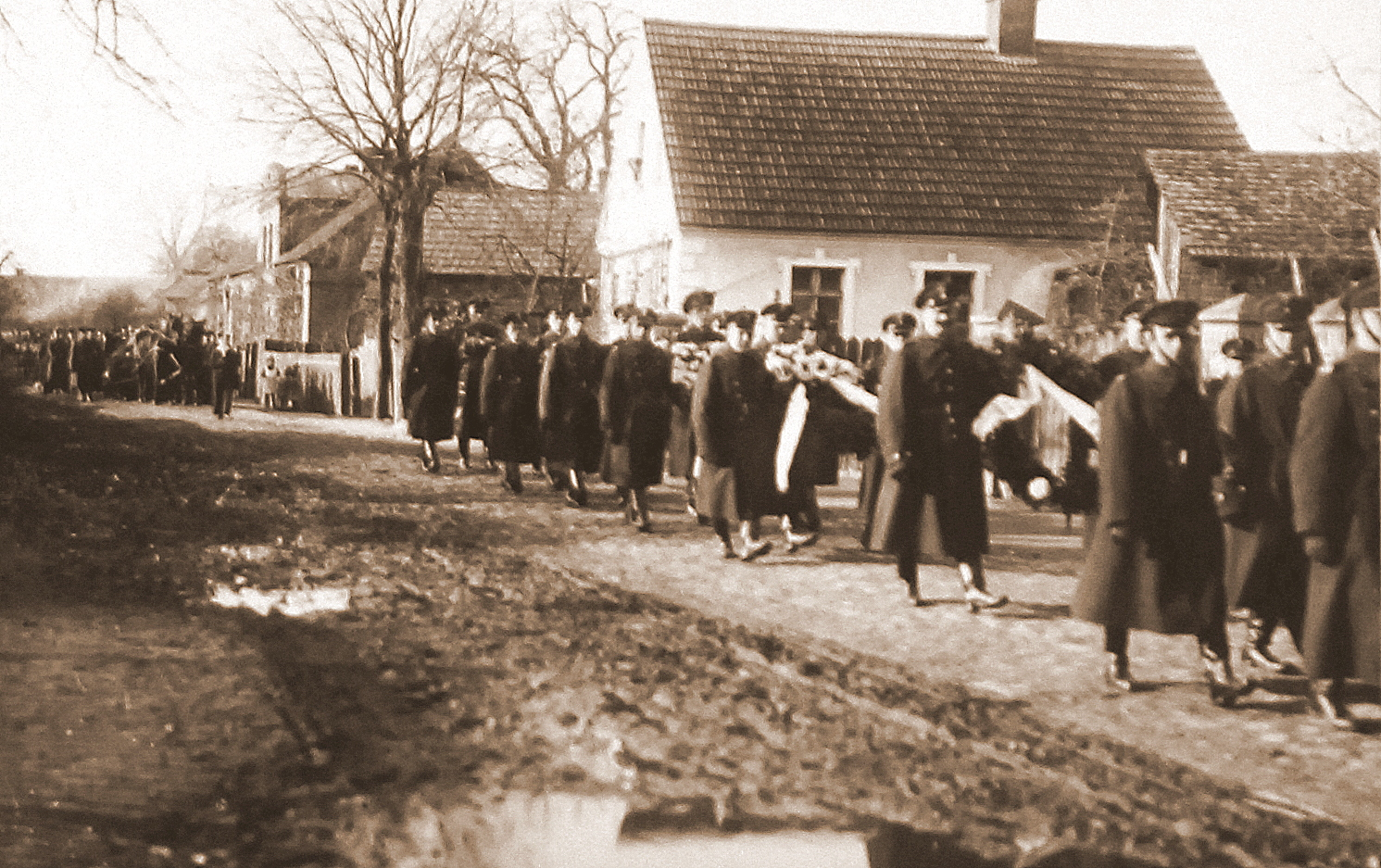
Funkcjonariusze placówki SG „Radomyśl” w 1935

Placówka Straży Granicznej I linii „Radomyśl” – jednostka organizacyjna Straży Granicznej pełniąca służbę ochronną na granicy polsko-niemieckiej w okresie międzywojennym.

## Geneza
Na wniosek Ministerstwa Skarbu, uchwałą z 10 marca 1920 roku, powołano do życia Straż Celną. Od połowy 1921 roku jednostki Straży Celnej rozpoczęły przejmowanie odcinków granicy od pododdziałów Batalionów Celnych. Proces tworzenia Straży Celnej trwał do końca 1922 roku. Placówka Straży Celnej „Wybudowanie” weszła w podporządkowanie komisariatu Straży Celnej „Kaszczor” z Inspektoratu SC „Leszno”.

## Formowanie i zmiany organizacyjne
Rozporządzeniem Prezydenta Rzeczypospolitej Polskiej Ignacego Mościckiego z 22 marca 1928 roku, do ochrony północnej, zachodniej i południowej granicy państwa, a w szczególności do ich ochrony celnej, powoływano z dniem 2 kwietnia 1928 roku  Straż Graniczną.
Rozkazem nr 3 z 25 kwietnia 1928 roku w sprawie organizacji Wielkopolskiego Inspektoratu Okręgowego dowódca Straży Granicznej gen. bryg. Stefan Pasławski  określił strukturę organizacyjną komisariatu SG „Wijewo”. Placówka Straży Granicznej I linii „Wybudowanie” znalazła się w jego strukturze. W 1928 roku oddano do użytku budynek skarbowy w Radomyślul.  Zmieniła się zatem nazwa placówki Wybudowanie na „Radomyśl”.

## Służba graniczna
Placówka w 1936 roku mieścił się w Radomyślu, numer domu 13. Ochraniała odcinek granicy państwowej długości 9,8 km. Posiadała telefon (Kaszczor 3.
Sąsiednie placówki:
- placówka Straży Granicznej I linii „Potrzebowo” ⇔ placówka Straży Granicznej I linii „Długie Nowe” − 1928
- placówka Straży Granicznej I linii „Potrzebowo” ⇔ placówka Straży Granicznej I linii „Zaborówiec” − styczeń 1930[9]

## Kierownicy/dowódcy placówki
| stopień          | imię i nazwisko | okres pełnienia służby | kolejne stanowisko |
| ---------------- | --------------- | ---------------------- | ------------------ |
| starszy strażnik | Ludwik Janaszak | był 30 IV 1931         |                    |